# Leopold Frosch

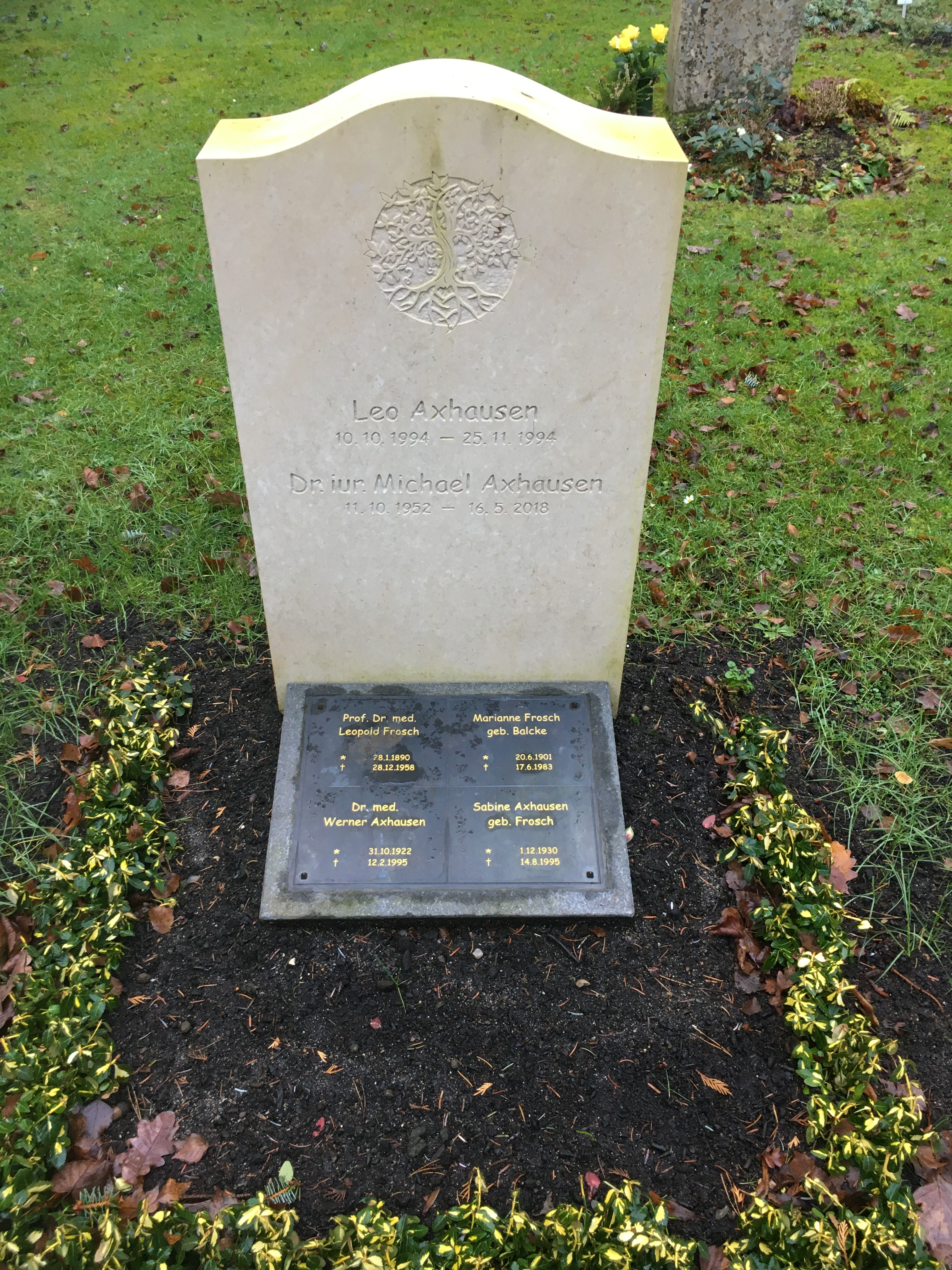
Grabstätte auf dem Friedhof Ohlsdorf

Leopold Frosch (* 28. Januar 1890 in Berlin; † 28. Dezember 1958 in Arnstadt) war ein deutscher Orthopäde.

## Leben
Leopold Frosch wurde als ältestes Kind des Bakteriologen und Virologen Paul Frosch und dessen Frau Elise Bertha (* 1867, geb. Grothe) geboren. Er machte in seiner Geburtsstadt das Abitur und studierte von 1910 bis 1917 an der dortigen Universität sowie in Zürich Medizin. Im Anschluss daran arbeitete er als Assistenzarzt unter anderem an der Charité. 1919 wurde Frosch promoviert und 1923 zum Facharzt für Orthopädie ernannt.
Im Herbst 1925 trat Frosch seinen Posten als Chefarzt der Orthopädischen Klinik im Marienstift Arnstadt an, zudem war er Bezirkskrüppelarzt für Westthüringen und gründete eine Heilgymnastikschule. 1931 wurde ihm der Titel Professor verliehen. Nachdem das Stift ab 1939 teilweise als Lazarett genutzt worden war, konnte der ursprüngliche Zweck nach Ende des 2. Weltkrieges wieder aufgenommen werden. Ab August 1950 leitete Frosch als Chefarzt die Orthopädische Ambulanz, 1952 wurde er zum Landesorthopäden ernannt.
Leopold Frosch war verheiratet mit Marianne geb. Balcke (1901–1983). Die gemeinsame Tochter Christine, verh. Heym, wurde ebenfalls Medizinerin und hatte an der Ruprecht-Karls-Universität Heidelberg einen Lehrstuhl für Anatomie und Zellbiologie und war Dekanin der Medizinischen Fakultät. Seine letzte Ruhestätte fand Frosch auf dem Hamburger Friedhof Ohlsdorf im Planquadrat AA 8.

## Auszeichnungen
- 1953: Verdienter Arzt des Volkes
- Benennung der Professor-Frosch-Straße in Arnstadt